# الطارمية
الطارمية هي مدينة عراقية ومركز لقضاء يقع شمال العاصمة بغداد وتبعد عنها بمسافة 40 كم، وتتبع إداريا لمحافظة بغداد، بينما كانت تابعة لمحافظة صلاح الدين حتى العام 1997.
تبلغ مساحتها حوالي 100000 دونم ويبلغ تعداد سكان المدينة في عام 2014 حوالي 50000 نسمة. أما القضاء بحوالي 91 ألف نسمة.
تقع على امتداد نهر دجلة بين مدينة بعقوبة شرقاً والتاجي جنوباً والدجيل شمالاً، وهي من المناطق المهمة إدارياً كونها تربط بين أربع محافظات عراقية هي بغداد صلاح الدين وديالى والأنبار.
الطارمية مدينة تمتاز بكثرة مزارعها وتواجد الكثير من حقول الدواجن وتربية الأسماك إضافة لتربية المواشي، لذلك تعتبر مدينة مكتفية ذاتيا في منتجاتها.

## قضاء الطارمية
ويتكون قضاء الطارمية من ثلاث وحدات إدارية هي ناحية المشاهدة وناحية العبايجي ومؤخراً أضيفت ناحية ابوسريويل الممتدة على ضفاف نهر دجلة وتضم قرى مشهورة مثل قرية الطابي وقرية الشيخ حمد بالإضافة إلى مركز القضاء المتمثل ب ناحية الطارمية كما يطلق عليها سكان مركز القضاء.
تتمثل السلطة التشريعية في القضاء بالمجلس البلدي لقضاء الطارمية وتتبع له ثلاث مجالس هي المجلس المحلي لمركز القضاء والمجلس المحلي لناحية العبايجي والمجلس المحلي لناحية المشاهدة، وتتمثل السلطة التنفيذية بالقائمقامية والدوائر التابعة لها. للسلطة القضائية وجودها المتمثل بالمحكمة الأحوال الشخصية.